# Тринітрометан
Трінітрометан CH-(NO2)3 (нітроформ) вперше був отриманий в 1857 р. Шишковим. Завдяки високій реакційній здатності він широко використовується для синтезу полінітросполук.

## Фізичні властивості
Чистий безводний нітроформ — це безбарвна кристалічна речовина, що має характерний різкий запах. Температура плавлення його 26,38 °С, але сильно знижується в присутності домішок. Температура кипіння 45-47 °С при 2,9 кПа, густина 1,615 кг/см3
Нітроформ легко поглинає вологу. Він добре розчиняється у воді і в звичайних органічних розчинниках. Розчини нітроформа у воді, етиловому спирту, оцтової кислоти і вологому діетиловому етері пофарбовані в жовтий колір; розчини в безводних бензені, хлороформі, сірковуглецю, лігроїні, діетиловому етері, а також в концентрованій сірчаній або соляній кислоті — безбарвні. Жовте забарвлення пов'язано з іонізацією нітроформа.

## Вибухові властивості
Швидке нагрівання викликає вибух нітроформу. У звичайних умовах він відносно стійкий і на холоду може зберігатися без змін. Концентровані мінеральні кислоти при високій температурі викликають розкладання нітроформа. При ударі, детонації вибухає.

## Отримання нітроформу
Найбільш просто отримують нітроформ з тетранітрометану через калієву сіль:
{\displaystyle \mathrm {C(NO_{2})_{4}+KOC_{2}H_{5}\rightarrow KC(NO_{2})_{3}+C_{2}H_{5}ONO_{2}} }
Реакцію проводять при 45-50 °С в присутності нітритів легких металів, що грають роль каталізаторів. Нітроформ виділяють шляхом додавання його солі до надлишку концентрованої сірчаної кислоти:
{\displaystyle \mathrm {KC(NO_{2})_{3}+H_{2}SO_{4}\rightarrow HC(NO_{2})_{3}+KHSO_{4}} }
Маслоподібний продукт, що виділився при підкисленні солі сепарують або екстрагуються диетіловим ефіром або хлороформом. Потім відганяють розчинник під вакуумом і нітроформ залишається у вигляді леткої, неприємно пахнучої рідини, що твердне у майже безбарвні кристали, які плавляться при 25 °С
Дією концентрованої HNO3 на ацетилен.